# Divo Barsotti
Divo Barsotti (n. 25 de abril de 1914 - m. Florencia, 15 de febrero de 2006) fue un sacerdote y místico católico italiano.

Dios mismo reclama de ti su Ser infinito. Como si sin ti no existiera. No ser más que pura condición para su Presencia.

## Biografía
Divo Barsotti, séptimo de nueve hermanos, nació el 25 de abril de 1914 en Palaia, pueblo rural de la provincia de Pisa. Su padre, Antonio, era un representante de máquinas de coser y desempeñó también el cargo de alcalde del pueblo; su madre, Adelasia Bruschi, era una enérgica ama de casa. En 1925, a los once años, el joven Divo entró en el seminario de San Miniato, en donde fue ordenado sacerdote el 18 de julio de 1937. A esta etapa se remonta un redescubrimiento de la fe gracias al encuentro con el cristianismo ruso, conocido a través de la obra literaria de Dostoievski.
Después de su ordenación prestó sus servicios ya sea en las parroquias de la diócesis como coadjutor de los párrocos o en el seminario como profesor de Letras. Sin embargo, no logrando encontrar una ubicación plenamente satisfactoria e impulsado también por una vocación interior que lo llevaba a una dimensión misionera-contemplativa, pidió permiso al obispo para irse de misión y, obtenido este, se preparó para partir para la India, como sacerdote secular, con el apoyo de los Auxiliares de las misiones de Bélgica. Pero el estallido de la Segunda Guerra Mundial hizo naufragar este proyecto.
En los años de la guerra el padre Divo permaneció inactivo en familia, en su pueblo natal, puesto que ni siquiera el obispo lograba encontrar un cargo adecuado para él. Fueron años oscuros, pero también de formación espiritual intensa. El padre Divo se dedicó al estudio y a la oración. En aquel tiempo se puso en contacto epistolar con Giorgio La Pira y empezó a escribir artículos de carácter religioso, algunos de los cuales fueron publicados en el Osservatore Romano.
Al terminar la guerra, por interés de Giorgio La Pira, el padre Divo se transfirió a Florencia. El cardenal Elia Dalla Costa lo acogió y, después de un primer servicio en un Instituto de monjas en Badia a Ripoli, lo nombró capellán de un Instituto religioso femenino en la Rectoría de la Calza, en Porta Romana en Florencia, en donde permanecerá ocho años. En 1947 inició la dirección espiritual de un grupito de mujeres que llevará al nacimiento de la “Comunidad de los hijos de Dios”. En el convento de la Calza se hizo conocer por su predicación y publicó su primer libro, el Cristianismo Ruso (1948), que introdujo en Italia, por primera vez, figuras como san Sergio de Rádonezh, san Serafín de Sarov y Silvano del Monte Athos.
En 1954, después de una breve experiencia eremítica en una de las casitas rupestres de Monte Senario, se transfirió a Settignano, en la periferia de Florencia, en la que se volvería la Casa-madre de la Comunidad de los hijos de Dios: Casa San Sergio. Inició una vida común de carácter monástico con algunos jóvenes, en estrecha comunión con el resto de la Comunidad que, mientras tanto, se iba expandiendo a otras ciudades italianas: Viareggio, Venecia, Nápoles, Palermo, Biella, Módena y otras.
La Comunidad fue aprobada ad experimentum por el cardenal Dalla Costa, para luego ser reconocida y aprobada oficialmente por el cardenal Silvano Piovanelli en 1984.
Son muchas las personas importantes que tuvieron relación con el padre Divo en el curso de los años, ya sea sobre el plano de la amistad o sobre el plano de la confrontación teológica: Hans Urs von Balthasar, Adrienne von Speyr, Jean Daniélou, Louis Bouyer, Giustino Russolillo, Henri-Marie de Lubac, Pavel Evdokimov, Lambert Beauduin, Ireneo Hausherr, Thomas Merton, Leo Haberstroh, Giuseppe Dossetti, Giorgio La Pira, Luigi Giussani, Giacomo Biffi, están entre sus interlocutores.
El padre Divo Barsotti enseñó teología sacramental y teología espiritual por más de treinta años en la Facultad teológica de Florencia y escribió numerosas obras: 155 libros, varios de ellos traducidos a lenguas extranjeras (francés, español, catalán, inglés, alemán, flamenco, portugués, croata, polaco, como también ruso y japonés), centenares de artículos de espiritualidad, de hagiografía, de profundizaciones teológicas en decenas de revistas y periódicos. Conferencista y predicador, dictó cursos de ejercicios espirituales en muchos conventos y monasterios en Italia y en el exterior (Brasil, Estados Unidos, Japón, Hong Kong, Australia) predicando a laicos, monjas, seminaristas, sacerdotes, obispos. En 1971 predicó los ejercicios espirituales anuales para la Curia Romana con la presencia del papa Pablo VI.
Ganó diversos premios literarios como escritor religioso: Premio Basilicata (por el libro La religión de Giacomo Leopardi, 1978), Premio nacional de cultura católica (Bassano del Grappa, 1987), premio del Ministerio del Interior para la literatura religiosa (Roma, 1997).
El texto Historia de la Espiritualidad italiana a cargo de Pietro Zovatto pone al padre Divo entre las diez figuras espirituales más importantes del siglo XX. El padre Divo ya había sido definido como “uno de los espíritus más altos de nuestro tiempo” por Carlo Bo, y como “el más importante autor espiritual de nuestro siglo".
Murió en su Casa San Sergio en Settignano el 15 de febrero de 2006, y allí está sepultado.

## La Comunidad de los hijos de Dios
«La razón de ser de la Comunidad es la primacía de la vida de oración y de la unión con Dios; aquella primacía que hasta ahora parecía ser el objetivo de la vida de clausura y que hoy debe ser el objetivo de todos los hijos de Dios – en el matrimonio y fuera de él – en el mundo y en el claustro. Por esto, quien vive en la soledad y en el silencio debe vivir sin separarse, más bien permaneciendo unido a quien vive en el mundo, y quien vive en el mundo no debe sentirse separado, más bien debe sentirse unido a quien vive en la soledad y en el silencio. La Comunidad es algo grande. Se vive la propia vocación en la Comunidad, precisamente en esta unidad de todos en el amor, unidad no solamente interior sino concreta, viva, eficaz. Se necesita que rompa las resistencias. Dios quiere esto de mí. No la imitación y la repetición de tantos institutos que viven de las obras y para las obras, no la imitación y la repetición de tantas órdenes que viven en clausura o en monasterio. Es la Comunidad de los hijos de Dios».
Esta página del diario del padre Barsotti de 1964 puede ser tomada como síntesis de la descripción de la espiritualidad de la Comunidad fundada por él. Esta se define como una familia religiosa que une en la consagración al Verbo, a la Virgen y a la Iglesia a hermanos y hermanas que viven en diferentes estados de vida: en el matrimonio, en la virginidad, en la vida común, en la vida eremítica. La vida que se propone es una vida contemplativa que ponga en el primer puesto a Dios y la primacía de las virtudes teologales. Los miembros de la Comunidad se comprometen a la oración, a la lectura bíblica, a encuentros de formación espiritual; se comprometen a vivir la radicalidad bautismal con los medios que son propios de la gran tradición monástica.
La Comunidad está presente en Italia, Inglaterra, Australia, Colombia, Benín y Sri Lanka; en total cuenta con cerca de dos mil personas. Tiene varias casas de vida común, actualmente en Settignano, en Biella, en el Santuario de la Madonna del Sasso en Pontassieve, en San Donato in Poggio, en el Santuario de Pietracupa y en Dookie (en el estado australiano de Victoria).

## El pensamiento
«Si pudiera decir con una sola palabra todo el mundo del padre Barsotti tomaría prestado un término que ha inventado Soloviev: la unitotalidad, es decir, la idea de que todo esté comprendido en la experiencia cristiana y esté comprendido no en un modo sectorial o fijo, sino en un modo unitario». Así el cardenal Giacomo Biffi, arzobispo de Bolonia, quiso definir el pensamiento y la experiencia mística del padre Barsotti. Y esta puede ser la clave de lectura de su amplia producción literaria, de su pensamiento y de su predicación.
Todo está comprendido en la experiencia cristiana porque todo es asumido por Cristo; en Él todo es salvado, a Él todo converge. La vida cristiana coincide con la entrada en una relación cada vez más viva y real con Él que está presente, con Él que es la Presencia misma. Bajo esta luz todo lo que es auténticamente humano era también el centro de su interés: de la literatura a la mística del extremo oriente o sufí, al mundo del arte, a la obra de los clásicos griegos, a las civilizaciones antiguas de toda época y de toda latitud. En su tendencia religiosa el padre Divo sentía la necesidad de tener que “asumirlo” todo para llevarlo todo a Cristo.
En el centro de su experiencia mística está el “Acto de Cristo”, es decir, el acto de muerte y resurrección que se hace presente en el Sacrificio de la Santa Misa. La vida del cristiano, en consecuencia, es un entrar en una relación cada vez más viva con este Misterio. Es esto y no otra cosa la santidad; y santo es aquel que revela a Dios; pura transparencia de Dios, revela su infinita belleza. La santidad no es solo un compromiso moral, un ejercicio de virtudes; la santidad es revelar la pura luz de Dios recibida como donación. El compromiso principal del cristiano es este; no tanto el compromiso social, sino la revelación de aquel Dios que ya vive en su corazón. La pura belleza de esta Realidad última que es morar en Dios. Por esto la espiritualidad de Barsotti tiene una dimensión primariamente escatológica. El encuentro con Dios debería ser el fin y el compromiso de todo cristiano, no solo del monje tradicional que vive en los monasterios: el cristiano, en cuanto es bautizado es un “ungido”, un consagrado, un separado, alguien que Dios se reserva para Él.
Apreció particularmente el estudio de la vida de los santos, interpretando así la tradición a la luz de lo que definía el “magisterio de los santos”.
Compartió muchos aspectos del pensamiento de los grandes teólogos franceses del siglo XX: el religioso alsaciano François-Xavier Durrwell (1912–2005), los ya citados Louis Bouyer, Henri de Lubac y Jean Daniélou del cual retoma – ampliándola – la teoría de la triple revelación divina (cósmica, profética y de Cristo).